# Tephrosia bidwillii
Tephrosia bidwillii är en ärtväxtart som beskrevs av George Bentham. Tephrosia bidwillii ingår i släktet Tephrosia och familjen ärtväxter. Inga underarter finns listade i Catalogue of Life.